# 吉良长旋螺
吉良长旋螺（学名：Granulifusus kiranus），是新腹足目细带螺科纺锤螺亚科之下的顆粒紡錘螺屬（Granulifusus）的一种。主要分布于越南、台湾，常栖息在浅海沙底。